# ناروس
ناروس (انگلیسی: Narus) شرکت فناوری اطلاعات آمریکایی است، که در سال ۱۹۹۷ تأسیس شد.